# Breitenbach (Soleura)
Breitenbach é uma comuna da Suíça, situada no distrito de Thierstein, no cantão de Soleura. Tem 6,83 km² de área e sua população em 2018 foi estimada em 3.854 habitantes.